# 光岡・ガリュー
ガリュー（我流、Galue ）は、光岡自動車が市販車をベースに改造・販売した自動車であり、英国車のロールス・ロイス・シルヴァークラウドIIをデザインモチーフに、ノーズ部分とテール部分をハンドメイドで製作したパイクカーである。派生モデルに「光岡・ガリューコンバーチブル」がある（ただし、ベース車両は2ドアのオープンカーである）。

## 初代・ガリューI（1996年-2001年）
1996年
登場。ベース車両は日産・クルーサルーン（個人向けモデル）。シフトは5MTと4AT。エンジンはクルーサルーンと同じ2000cc直列6気筒RB20Eエンジンが搭載された。グレードはスタンダード、デラックスの他に全長6.6m（通常は4.86m）、6ドアのリムジンも設定された。
1999年
ガリューIIの登場で車名をガリューIに変更。

## 2代目・ガリューII（1999年-2004年）
1999年
登場。ベース車両はY34型日産・セドリック&グロリア。エンジンは2500ccV型6気筒VQ25DDと3000ccのVQ30DDが設定された。グレード名称は先代同様スタンダードとデラックスである。
キャッチコピーは「自分なりの哲学、自分なりのこだわり、それがGALUE「我流」。」および「自分を信じる。ゆえに、不敵」。
ガリューI同様にリムジンも受注生産・販売され、全長は6360mmとかなり長かった。価格は税込み1,144万5,000円 - 1,207万5,000円であった。
最終仕様ではインフィニティ・M35（北米仕様）をベースにした左ハンドル車もごく少数販売された。

## 3代目・ガリューIII（2005年-2010年）
2005年
登場。キャッチコピーは、「我流創造 今、我を極める。」。ベース車両はY50型フーガ。エンジンはV型6気筒2500ccのVQ25DEと3500ccのVQ35DE（こちらは4WDの設定もあり）が設定された。グレード名称もST・LXに変更される。
2007年4月13日
ガリューコンバーチブル登場。ベース車両はフォード・マスタングコンバーチブルのため、左ハンドルとなる（フォードの正規輸入車両ではなく光岡が輸入した車両をベースに使用）。
2008年1月10日
マイナーチェンジ。
リアバンパーの意匠が変更され、エンジンに新しくVQ25HR・VQ35HR（4WDもあり）が設定された。他にも、カラーバリエーションの追加、HDDナビ・ETC、SRSサイド・カーテンエアバッグなどを新たに標準装備するなどフーガに準じた変更を行っている。
2008年10月23日
全長を500mm伸ばしたガリューリムジンS50、ストレッチ（車体延長）のみ施したミツオカリムジンS50を発表・発売。
なお、ガリュー2-04登場後はこれと区別する意味で「ガリューIII」を名乗っている。
ガリュークラシックの登場で販売終了。

### ガリュー2-04（2008年-2012年）
2008年2月5日
発表。翌日発売された。キャッチコピーは「ドラマチックプレミアムコンパクト」。
シリーズ4代目にあたる「ガリュー2-04」は日産・フーガベースのガリューIIIの弟分（縮小版）とも言えるクルマで、ベース車には初代トヨタ・カローラアクシオが採用された。ちなみに最初の「2」は光岡でいうガリューシリーズを表し（「1」は光岡・ビュート）、後半の「04」は4代目を表している。
ガリュー2-04がデビューした背景には、世間の環境問題への関心の高まりとユーザーから「もう少し手ごろなサイズのセダンが欲しい」という要望があった。そこで光岡は環境性能と手頃な取りまわし性をもつコンパクトセダンでなおかつ「ガリュー」シリーズの個性である大きく特徴的なグリルを持つクラシックなデザインを与えたクルマを開発した。
機関面、装備はベースのカローラアクシオに準ずるもので、エンジンは1.5lと1.8lの2種。5速M/T（1.5前輪駆動のみ）もしくはCVTが組み合わせられ、前輪駆動（FF）と四輪駆動（4WD）が用意される。外装の変更により全長はベース車よりも160mm長い4570mmとなるが、他はベース車と同じ寸法で5ナンバーサイズに収まる。
価格は228万9000円（15STの2WD・5MT車）から315万円（18LXの4WD・CVT車）。
なお、フーガベースの3代目ガリュー（2-04登場後はガリューIIIに改称）と、フォード・マスタングベースの「ガリューコンバーチブル」は2-04登場後も継続して販売される。
また、光岡初の試みとして印刷物のカタログ配布を廃止し、ネット上の閲覧・ダウンロードのみとした。
2008年11月20日
マイナーチェンジ。
ベース車のマイナーチェンジに伴い、外装カラーの一部と装備品の厳選を実施。
2009年2月24日
ガリュー2-04のホイールベースを600mm延長し（2600mmから3200mmに延長）、霊柩車仕様に架装した「ミツオカリムジン type2-04（ニイゼロヨン）」を発表。ベース車両に2代目トヨタ・カローラフィールダーをチョイスしたことで500万円前半からの低価格を実現している。
2009年3月
ガリュー2-04の販売を一時休止。
2009年6月
ガリュー2-04の販売を再開。
2010年5月
一部改良。
ベース車の初代カローラアクシオ同様、1.5L・2WD・CVT車においてエンジンやトランスミッションの最適化を行い、また、1.8L車は新世代エンジン動弁機構「バルブマチック」を搭載した2ZR-FAE型に置換したことで燃費を向上（1.5L・2WD・CVT車と1.8L・2WD車は1.4km/L、1.8L・4WD車は1.2km/Lそれぞれ向上）。これにより、1.5L・2WD・CVT車は「平成22年度燃費基準+25%」、1.8L・2WD車は「平成22年度燃費基準+15%」、1.8L・4WD車は「平成22年度燃費基準+20%」をそれぞれ達成した為、1.5L・2WD・CVT車は既に適合されている環境対応車普及促進税制における自動車重量税・自動車取得税の減税額が50%から75%に引き上げると共に、1.8L車が新たに環境対応車普及促進税制に適合した。また、セダンの1.5L・2WD車全てのタイヤおよびホイール、フロントディスクブレーキローターの各サイズが15インチに統一され、1.8L車にはステアリングオーディオスイッチを追加し、操作性を向上させた。
2012年5月
初代カローラアクシオの販売終了（1.5L FF車のCVT仕様のみ同年6月に販売終了）にともなって、新車の販売は終了したものの、2015年頃まで認定中古車の販売が行われていた。

### ガリュー・クラシック（2010年-2012年）
2010年3月3日
販売開始。キャッチコピーは「高級ではない。独尊である。」。
2-04と同じ初代カローラアクシオをベースとしているが、プレス向け発表では初代ガリューのコンセプトを再現し、本革シートや木目調パネルを採用することで高級感を演出しているという。内装以外は2-04と同等。
2-04と併売されているため、2-04の上位グレードであり、実質的にガリューIIIの後継車種でもある。
2-04との違いとしてE140G型系トヨタ・カローラフィールダーをベースとしたワゴンモデルが正式なラインナップではない物の存在することがあげられる。なお、同車種をベースとしたヌエラ6-02ワゴンのリアがベース車両とほぼ不変であるのに対しこちらはセダンモデルと似たような意匠となっている。
2010年5月
2-04と同時に一部改良を実施した。
2012年5月
2-04同様、新車販売を終了（1.5L FF車のCVT仕様のみ同年6月に販売終了）。その後、認定中古車の販売が2015年頃まで行われていた。

## 4代目・ガリュー（2010年-2014年）
2010年11月11日
発表。翌日より販売開始。
ベース車両は2代目日産・ティアナを利用している。
ティアナより全長が100mm以上拡大されており、光岡ならではのフロントグリル、丸目ヘッドライトを採用。ボディカラーは6色すべてティアナと共通（ティアナの前期型と同じ名称）。インテリアは、ティアナとほとんど共通で、差はステアリングのバッヂ程度。シートカラーは、ボディカラー全色に対応している、「シルキーエクリュ」と「ブラック」を設定。
ティアナと同様、2500ccモデルと3500ccモデルで構成されている。
2012年12月12日
マイナーチェンジ（12月13日販売開始）。
3.5Lエンジン搭載車が廃止されるのと同時に、新色のボディカラー「スチールブルー」「ブリリアントホワイトパール」を設定。それに加え、アルミホイールのデザインを変更（16インチ・17インチ）。メーターのデザイン・車両情報ディスプレイに白色照明を採用したり、ブラックインテリア選択時の木目調パネルのカラーを変更したり、ナビ・オーディオ・エアコンなどのスイッチのボタン色を変更したりと、意匠的な変更が主。
キャッチコピーは、「異端ではない。「我流」である。」だが、2012年12月のマイナーチェンジ後（後期型）は、「異端ではない。「我流」である。---」になっている。
2013年11月14日
20台限定の特別仕様車「Galue VIGORE」を発表（同月15日より販売開始）。
最上位グレード「25LX」をベースに、シート表皮をアルカンターラに変更し、後部座席にはリアドアレースカーテンを装備した。そのほかにも専用パーツやBOSEサラウンド・サウンドシステムを採用するなど、質感の高いものとなっている。
2014年9月
新車の販売を終了。以後は認定中古車として2018年頃まで販売されていた。

## 5代目・ガリュー（2015年-2020年）
2015年（平成27年）9月2日
発表。同年9月4日より販売開始。
ベース車両は3代目日産・ティアナを利用している。また、テールランプはフィアット500と同一部品を使用している。
2020年（令和2年）5月31日
折からのセダン市場の慢性的な冷え込み・需要縮小などに伴う理由のため生産終了、並びに新車の販売を終了。以後は認定中古車として販売される。これによりガリューの商標は派生モデルを除き、5代24年の歴史に幕を下ろし、光岡のラインアップから3ナンバーサイズのセダンが消滅することとなった。なお、新車としての事実上の代替車種は既存の5ナンバーサイズのセダンのリューギEXとなる。
2020年（令和2年）7月10日（補足）
ベース車両となった3代目ティアナが名実共に販売終了。
2021年（令和3年）7月8日
米国現地法人「ミツオカモータースアメリカ」の設立35周年を記念して、特別仕様『Galue 350 Limited』を限定1台で発表した。同法人より供給をうけ、ベースは日産・アルティマ 3.5 SL（2016年モデル）であるため左ハンドル車となる。価格は638万円となり、同日より抽選販売の申し込みが始まった。

## 車名の由来
- 自分自身だけのやり方のことを表す「我流」から。